# Морага (Калифорнија)
Морага (енгл. Moraga) град је у америчкој савезној држави Калифорнија. По попису становништва из 2010. у њему је живело . становника.

## Демографија
Према попису становништва из 2010. у граду је живело . становника, што је . (.%) становника више него 2000. године.
| Група             | 2000.          | 2010.  |
| Белци             | 12.760 (78,3%) | . (.%) |
| Афроамериканци    | 165 (1,0%)     | . (.%) |
| Азијати           | 2.026 (12,4%)  | . (.%) |
| Хиспаноамериканци | 775 (4,8%)     | . (.%) |
| Укупно            | 16.290         | .      |